# A Man Could Get Killed
A Man Could Get Killed és una pel·lícula d'aventures de comèdia estatunidenca del 1966 dirigida per Ronald Neame i Cliff Owen, rodada a diversos llocs de Portugal i protagonitzada per James Garner, Melina Mercouri, Sandra Dee, Anthony Franciosa i Robert Coote. Les escenes filmades amb Jenny Agutter, llavors de 14 anys, no van aparèixer al tall final.
El guió va ser escrit per Richard L. Breen, i T. E. B. Clarke i David E. Walker basat en la novel·la de Walker Diamonds For Moscow. La pel·lícula va introduir la melodia de «Strangers in the Night» del compositor alemany Bert Kaempfert, que va guanyar el Globus d'Or a la Millor cançó original en una pel·lícula de 1967.

## Argument
Es cerquen diamants robats i un agent del govern va ser assassinat quan intentava recuperar-los. Quan un desprevingut William Beddoes arriba a Lisboa en nom d'un banc estatunidenc, és confós amb el substitut de l'agent mort.
Hatton-Jones de l'ambaixada britànica acudeix en ajuda de Beddoes. També s'hi interessen Aurora Celeste, l'amant del mort, així com Steve Antonio, un contrabandista, que és perseguit per Amy Franklin (una dona que, de jove, se'n havia enamorada).
Tots els anteriors acaben a bord d'un iot que pertany al doctor Mathieson, que sembla ser el cervell del crim però no sap on són els diamants amagats. Beddoes acaba dissenyant una escapada per a tots i les joies acaben amb seguretat a les mans de Hatton-Jones, l'autèntic successor de l'agent mort.
Beddoes reserva un vol cap a casa, suposant que no tornarà a veure cap d'aquestes persones, però l'Aurora li roba el passaport perquè no pugui anar-se'n.

## Repartiment
- James Garner com a William Beddoes
- Melina Mercouri com a Aurora Celeste
- Sandra Dee com a Amy Franklin
- Tony Franciosa com a Steve Antonio
- Robert Coote com a Hatton-Jones
- Roland Culver com el Dr. Mathieson
- Grégoire Aslan com a Florian
- Cecil Parker com Sir Huntley Frazier
- Dulcie Gray com la senyora Mathieson
- Martin Benson com a Politanu
- Peter Illing com a Zarik
- Niall MacGinnis com a capità del vaixell
- Virgilio Teixeira com a inspector Rodrigues
- Isabel Dean com a senyoreta Bannister
- Daniele Vargas com a Osman
- Ann Firbank com a senyoreta Nolan
- John Bartha com a Ludmar[1]

## Producció
El repartiment va tenir una baralla amb el director Cliff Owen, que va ser substituït per Ronald Neame el juliol de 1965. Neame va recordar que els companys protagonistes James Garner i Tony Franciosa no tenien bona relació i la seva lluita a la pel·lícula es va convertir en una veritable baralla.
Garner qualifica el film de «decebedor», tot i que diu que li agradava jugar al backgammon amb Melina Merkuri i el seu marit Jules Dassin. Va admetre haver donat un cop de puny a Tony Franciosa, al·legant que va ser perquè «continuava abusant dels dobles» i no va donar cops a les escenes de baralla.
Va ser l'última pel·lícula que Sandra Dee va fer sota contracte amb Universal Pictures. Segons una entrevista de 1965 amb l'actriu, ella «va suplicar [els productors] que no la fessin fer el film. Així que vaig passar quatre mesos miserables a Lisboa, petits pobles de pescadors i a Roma, fent un film que hauria d'haver fet en vuit setmanes. Vam tenir dos canvis de directors i vaig acabar interpretant de nou Quan arriba setembre.»

## Banda sonora
La banda sonora de A Man Could Get Killed va ser composta per l'alemany Bert Kaempfert, amb l'ajuda de Herbert Rehbein, i gravada sota la direcció musical de Joseph Gershenson d'Universal. Va introduir la melodia de la cançó «Strangers in the Night», que inicialment havia de cantar Melina Merkuri, però ella va insistir que la seva veu no s'adaptaria a la melodia i s'hauria de donar a un altre. Finalment, la versió de Frank Sinatra es va convertir en un èxit mundial número u i a hores d'ara es considera un estàndard de la música lleugera. La melodia, que figura a la banda sonora original com «Beddy Bye», impregna la pel·lícula i va guanyar el Globus d'Or a la Millor cançó original d'una pel·lícula de 1967, superant les altres composicions nominades «Un homme et une femme» del francès Francis Lai, «Born Free» de John Barry, que va guanyar l'Oscar a la millor cançó original de 1966, «Alfie» de Burt Bacharach, i «Georgy Girl» de Tom Springfield, dels films homònims, aquestes dues últimes també havien sigut nominades a l'Oscar de 1966.
La música de la pel·lícula, sovint recorrent a imatges d'influència llatina i fins i tot aparentment grega, va tenir una recepció més variada. L'elapé de la banda sonora, de fet un reenregistrament de la partitura, va ser produït per Milt Gabler i gravat als Polydor Studios a Hamburg a Alemanya. Va ser llançat originalment en un LP per Decca (Decca DL 74750) i en un CD el 1999 per Taragon Records, després es va combinar amb l'LP de Bert Kaempfert Strangers in the Night (estrena original el 1966, Decca DL 74795).